# کنجی کیتاواکی
کنجی کیتاواکی (انگلیسی: Kenji Kitawaki؛ زادهٔ ۱۵ سپتامبر ۱۹۹۱) بازیکن فوتبال اهل ژاپن است.
از باشگاه‌هایی که در آن بازی کرده‌است می‌توان به باشگاه فوتبال توکیو وردی اشاره کرد.